# Thoreau (Novo México)
Thoreau é uma Região censo-designada localizada no estado americano de Novo México, no Condado de McKinley.

## Demografia
Segundo o censo americano de 2000, a sua população era de 1863 habitantes.

## Geografia
De acordo com o United States Census Bureau tem uma área] de 41,2 km², dos quais 41,2 km² cobertos por terra e 0,0 km² cobertos por água]. Thoreau localiza-se a aproximadamente 2131 m acima do nível do mar.

## Localidades na vizinhança
O diagrama seguinte representa as localidades num raio de 40 km ao redor de Thoreau.